# 似鲸鱼龙属
似鲸鱼龙属（学名：Cetarthrosaurus）是鱼龙目已灭绝的一个属，化石在英国东部发现，收集于剑桥海绿石砂，地层年代处在临近早白垩世—晚白垩世边界的晚阿尔布期或早森诺曼期。似鲸鱼龙由哈利·丝莱于1873年首次命名，模式种是沃氏似鲸鱼龙（Cetarthrosaurus walkeri）。